# Геронтократия (Родина)
«Геронтократия» (англ. «Gerontion») — седьмой эпизод третьего сезона американского драматического телесериала «Родина», и 31-й во всём сериале. Премьера состоялась на канале Showtime 10 ноября 2013 года.

## Сюжет
В убежище, Джавади (Шон Тоуб) предполагает, что от него будут ожидать, что он выдаст ЦРУ государственные секреты. Сол (Мэнди Патинкин) сообщает ему о своём обширном плане: Джавади вернут на его пост в Иран, тайно действуя как агент ЦРУ. Джавади отклоняет идею, но Сол не оставляет ему выбора; он всё равно вернёт Джавади в Иран, либо в качестве агента под прикрытием, либо в качестве предателя Ирана. Фара (Назанин Бониади) злится, когда она понимает, что Джавади отправляют обратно в Иран, ссылаясь на непоправимый ущерб, который он нанёс, и мог продолжать наносить, этой стране. Перед уходом, Джавади подтверждает Солу, что Броуди (Дэмиэн Льюис) не причастен к взрыву в Лэнгли.
Дар Адал (Ф. Мюррей Абрахам) спрашивает Куинна (Руперт Френд), где он был в последнее время, но Куинн не даёт никакой информации. Адал злобно предоставляет Куинну фотографии с камеры слежения Куинна на месте, где была убита бывшая жена Джавади, Фариба, и говорит Куинну, что он главный подозреваемый в полиции. Кэрри (Клэр Дэйнс) просит капитана полиции (Винсент Иризарри) закрыть расследование в интересах национальной безопасности, но капитан настаивает на том, чтобы сначала человека на фото допросил детектив, работающий над делом. Куинн, вне опасности от привлечения к ответственности, лжёт и признаётся в убийствах, чтобы защитить операцию Джавади. Детектив (Кларк Джонсон) реагирует с отвращением, и спрашивает Куинна, делали ли его люди на работе что-нибудь, кроме как ухудшать всё.
Сол возвращается в Лэнгли, где он практически отсутствует, несмотря на том, что он действующий директор. Оба Дар Адал и сенатор Локхарт (Трейси Леттс) ждут его и ищут ответы. Сол информирует их обо всей операции — шантаж Джавади, принуждающий к сотрудничеству, как она сделана и кто привлечён. Когда Локхарт узнаёт, что Джавади всё ещё в стране, он требует, чтобы его отбывающий самолёт был задержан, чтобы Джавади можно было сразу судить, нежели использовать его как агента. Когда Сол отказывается, Локхарт требует телефон, по которому он может позвонить президенту. Делая вид, что он следует приказу, Сол приводит его в конференц-зал и запирает его внутри до тех пор, пока самолёт Джавади не покинул воздушное пространство США. После этого, Сол и Дар Адал выпивают: Адал поздравляет Сола с его успешной операцией.
Кэрри сопровождает Джавади к самолёту, чтобы вернуться в Иран. Прежде чем он садится в самолёт, Джавади добровольно даёт Кэрри некоторую информацию: человек, который сделал бомбу и переставил машину Броуди к Лэнгли, всё ещё находится на свободе в США, и что Лиленд Беннетт, адвокат Джавади, должен знать его личность. Кэрри возвращается к Куинну, прося его помочь очистить имя Броуди. Куинн, казалось бы, соглашается помочь, но признаётся Кэрри в своём общем разочаровании в ЦРУ, и сомневается, что любые их действия могут быть в конечном счёте оправданы.

## Производство
Режиссёром эпизода стал Карл Франклин, а сценарий к нему написал Чип Йоханнссен.

## Реакция

### Рейтинги
Эпизод посмотрели 1.85 миллионов зрителей, немного снизившись по сравнению с 2 миллионами прошлой недели.

### Реакция критиков
Скотт Коллура из IGN оценил эпизод на 8.5 из 10.
Ребекка Николсон из «The Guardian» высоко оценила выступление Мэнди Патинкина.

## Название
Название взято из одноимённой поэмы «Геронтократия», в которой Т. С. Элиот соотносит мнения и впечатления старца через драматический монолог, описывая Европу после Первой мировой войны глазами этого пожилого человека, прожившего большую часть своей жизни в 19-м веке. Это отражает восприятие сенатором Локхартом Сола и Дара как ископаемых времён Холодной войны.